# Укыр (Забайкальский край)
Укыр (бур. Үхэр - корова) — село в Красночикойском районе Забайкальского края. Входит в состав сельского поселения «Мензинское».

## География
Село находится в южной части района, на расстоянии примерно 100 км (по прямой) к югу от села Красный Чикой, административного центра района.

### Климат
Климат резко континентальный с длительной холодной зимой и умеренно тёплым летом, Большая часть осадков выпадает в тёплое время года. Средняя температура воздуха по многолетним данным составляет от —3,3 °С, июльская от +17,2 °С, январская от —27 °С. Зима продолжительная, морозная, малооблачная, безветренная. Устойчивый снежный покров образуется после 1 ноября, разрушается в апреле. Весна поздняя, холодная и сухая. Лето короткое. Продолжительность безморозного периода колеблется по годам и длится в среднем 57 дней. В отдельные годы 100—110 дней. Осень обычно сухая и солнечная.

## История
Основано в 1789 году семейскими. По справочнику 1896 года население села составляло 782 человека. 

## Население
| 1926 | 1989 | 2002 | 2010 | 2021 |
| ---- | ---- | ---- | ---- | ---- |
| 858  | ↘332 | ↘324 | ↘289 | ↘249 |

### Национальный состав
Согласно результатам переписи 2002 года, в национальной структуре населения русские составляли 100 % из 324 чел.